# JeruZalem
JeruZalem ist ein israelischer Horrorfilm von Doron Paz und Yoav Paz aus dem Jahr 2015.

## Handlung
Die Amerikanerinnen Rachel Klein und Sarah Pullman planen eine Reise nach Tel Aviv. Beide sind jüdischen Glaubens, scheinen aber nicht besonders religiös zu sein. Auf ihrem Weg dorthin lernen sie den Anthropologiestudenten Kevin Reed kennen. Dieser ist fasziniert von der religiösen Mythologie (insbesondere den islamischen dunklen Engel, dem jüdischen Golem, sowie den Untoten oder Zombies) und schlägt ihnen vor, zunächst nach Jerusalem zu reisen, um dort den Jom Kippur zu verbringen. Sarah hat sich in Kevin verliebt und überredet daher ihre Freundin, nach Jerusalem zu gehen. Auf ihrem Weg zu ihrem Hotel begegnen sie einem Einheimischen, der sich für den König David hält. Dieser warnt sie vor der Stadt und erklärt, dass sie verschwinden sollen. Die Freunde glauben ihm jedoch nicht. Im Hotel treffen sie auf den Muslim Omar, mit dem Rachel wenig später eine Affäre beginnt, während Kevin und Sarah sich ebenfalls näher kommen. Die vier genießen ihre Zeit, gehen auf Partys und besuchen Sehenswürdigkeiten. An der Klagemauer steckt Sarah einen Zettel in die Steine, auf dem sie Gott wütend bittet, dass ihr kürzlich verstorbener Bruder zurückkommt.
Kaum hat sie den Zettel abgelegt, fliegt auch schon eine Schar schwarzer Vögel über die Klagemauer hinweg. Die vier Freunde denken sich nichts weiter dabei und besuchen wenig später König Salomons Steinbrüche. Dort sieht Kevin Zeichnungen auf den Höhlenwänden. Auf einmal geht es ihm nicht mehr gut und er möchte etwas im Stadtarchiv nachschauen. Er verlässt mit Sarah den Steinbruch, während Rachel und Omar dort bleiben. Nach seinen Recherchen im Archiv warnt Kevin Sarah, dass sie noch am selben Tag aus der Stadt verschwinden müssen, da es kein Morgen mehr geben wird. Während Sarah wirklich besorgt ist und die Stadt verlassen möchte, will Rachel lieber noch ein wenig bleiben. Als Kevin ihnen immer wieder rät, die Stadt zu verlassen, glauben Omar und sein Vater, dass Kevin verrückt geworden sei, und stecken ihn in eine Psychiatrie.
In der Nacht kommt es plötzlich zu Explosionen. Im Fernsehen wird von Terroranschlägen gesprochen. Die Menschen sollen die Stadt verlassen. Sarah befreit Kevin aus der Psychiatrie, in der die beiden erste Kontakte mit Zombies, Dämonen und besessenen Menschen haben. An den Stadtmauern treffen die beiden auf Omar und Rachel. Doch die Stadtmauern wurden geschlossen, die Leute werden nicht mehr aus der Stadt gelassen. Diejenigen, die dennoch versuchen heraus zu kommen, werden brutal erschossen. Die vier wollen nun versuchen, durch die unterirdischen Höhlen unter der Stadt zur anderen Seite der Mauer zu gelangen. Auf dem Weg zu den Höhlen sehen sie Dämonen und Zombies, die verstümmelte und abgenagte Leichen auf die Straßen werfen. Die Freunde glauben, dass sich die Unterwelt geöffnet hat.
Sarah entdeckt unterdessen eine riesige Kratzwunde auf Rachels Rücken. Kevin warnt Sarah, dass Rachels Zustand ansteckend ist, Rachel sich verändern und sie schon bald angreifen wird. Beide wissen nicht, wie sie mit der Situation umgehen sollen, nehmen Rachel jedoch mit, um sie später zu einem Arzt zu bringen. Rachel verändert sich derweil immer schneller. Dämonen und Zombies folgen ihnen in die Höhlen. Rachel und die Dämonen greifen die Truppe an. Sarah wird zu Boden geworfen. Rachel schafft es noch einmal, die Kontrolle über sich zurückzugewinnen. Sie warnt Sarah, sie solle weglaufen, und schießt sich dann eine Kugel durch den Kopf, wodurch sie endgültig stirbt. Verängstigt nimmt Sarah ein Schwert und versucht sich vorzustellen, in einem Videospiel zu sein, wobei sie aus Versehen die Kehle von Omars Vater durchbohrt. Kurz darauf erschießt sich auch Omar. Nun sind Kevin und Sarah allein und treffen auf ein dämonenartiges Wesen mit Flügeln. Es stellt sich heraus, dass es sich dabei um Sarahs verstorbenen Bruder Joel handelt, der ihnen hinaus helfen will und ihnen den Weg zeigt. Als die beiden es auf die andere Seite der Mauer hinausgeschafft haben, erkennt Sarah, dass sie eine ähnliche Wunde wie Rachel hat. Sie verwandelt sich in einen zombieartigen Dämon und fliegt in die Luft, während Kevin entsetzt zuschaut.

## Besetzung und Synchronisation

### Hauptdarsteller
| Rolle         | Schauspieler     | Synchronsprecher        |
| ------------- | ---------------- | ----------------------- |
| Rachel Klein  | Yael Grobglas    | Jana Kilka              |
| Kevin Reed    | Yon Tumarkin     | Louis Friedemann Thiele |
| Sarah Pullman | Danielle Jadelyn | Katrin Heß              |
| Omar          | Tom Graziani     | Daniel Sellier          |

## Hintergrund
JeruZalem ist ein Zombie-/Besessenheit-Thriller. Das große Z im Titel steht für das Wort „Zombie“. Doron Paz und Yoav Paz schrieben das Drehbuch und übernahmen die Regie. Die Hauptrollen spielten Yael Grobglas, Yon Tumarkin, Danielle Jadelyn und Tom Graziani. Am 10. Juli 2015 wurde JeruZalem beim Jerusalem Film Festival erstaufgeführt. Am 29. Januar 2016 folgte die deutsche DVD- und Blu-ray Veröffentlichung. Der Film wurde in Jerusalem gedreht. Es sind einige antike Architekturen, religiöse Stätten und historische Sehenswürdigkeiten zu sehen. Im Film gibt es über diese Architekturen und Sehenswürdigkeiten immer wieder kleinere Hintergrundinformationen. Der Film wurde durch den folgenden Satz aus dem Talmud [Talmud (Eruvin 19a)] inspiriert: „Es gibt drei Tore zur Hölle eins davon in der Wüste, ein anderes im Meer und ein weiteres in Jerusalem“. Neben dem Regieführen und Drehbuchschreiben waren Doron Paz und Yoav Paz auch als Produzenten für den Film tätig. Sie brachten die meisten der Produktionskosten, insgesamt 160,000 $, selbst auf. Der Film wurde an verschiedene Länder aus aller Welt verkauft, darunter die Vereinigten Staaten, das Vereinigte Königreich, Deutschland, die Benelux-Staaten, Indien, Japan, Frankreich, Venezuela und die Philippinen.

## Fortsetzung
Im Juni 2016 wurde angekündigt, dass die Paz Brüder eine Fortsetzung des Films drehen wollen. Die Fortsetzung soll erneut in Jerusalem gedreht werden und zehn Jahre nach den Ereignissen des ersten Films spielen. Sie soll von einem Mann handeln, der versucht, seine Tochter zu finden, die sich einem religiösen Kult angeschlossen hat.

## Rezeption

### Kritiken
„Wer mit niedrigen Erwartungen an den Film herangeht, dürfte relativ unterhaltsame 94 Minuten haben. Doch der wahre Horrorfreund wird sich diesen Vertreter kaum in die heiligen Regale daheim stellen. Der Film ist kein Reinfall – der Schauplatz ist gut gewählt, kommt aber zu wenig in Geltung, vor allem was den Part der verschiedenen Religionen in der Stadt angeht. Die politische Einstellung des Landes und der Stadt werden nur angedeutet und zu schnell wieder fallen gelassen. Hätte man darauf etwas mehr Hauptaugenmerk gelegt, wäre den Brüdern Paz sicherlich ein Geheimtipp gelungen. Doch so bekommt man nur müde Horrorkost geboten!“

„Wir sind mit dem im Vorfeld vielversprechenden Horrorfilm letztendlich nicht wirklich warm geworden, vor allem weil er zu wenig Engel- und Riesen-Action bot. (…) JeruZalem hätte wirklich gut werden können, vielleicht mit etwas mehr Budget, aber ist im Genre objektiv leider nur mittelmäßig zu bewerten. Wegen der tollen Grundidee, dem ungewöhnlichen Szenario und weil es sich um eine kleinere, durchaus kurzweilige Indie-Produktion handelt, geben wir aber eine überdurchschnittlich gute Wertung. Wir geben überdurchschnittliche 4 von 6 Punkten.“

### Auszeichnungen und Nominierungen
Awards of the Israeli Film Academy, 2015
- Best Makeup (Rinat Alony, Takach Richard, Sagit Emet, nominiert)

Jerusalem Film Festival – Haggiag Award, 2015
- Audience Award (Doron Paz, Yoav Paz, gewonnen)
- Best Editing (Reut Han, Doron Paz, Yoav Paz, gewonnen)
- Best Israeli Feature (Doron Paz, Yoav Pazm, nominiert)[13]